# Röda sten
För andra betydelser, se Röda sten (olika betydelser)

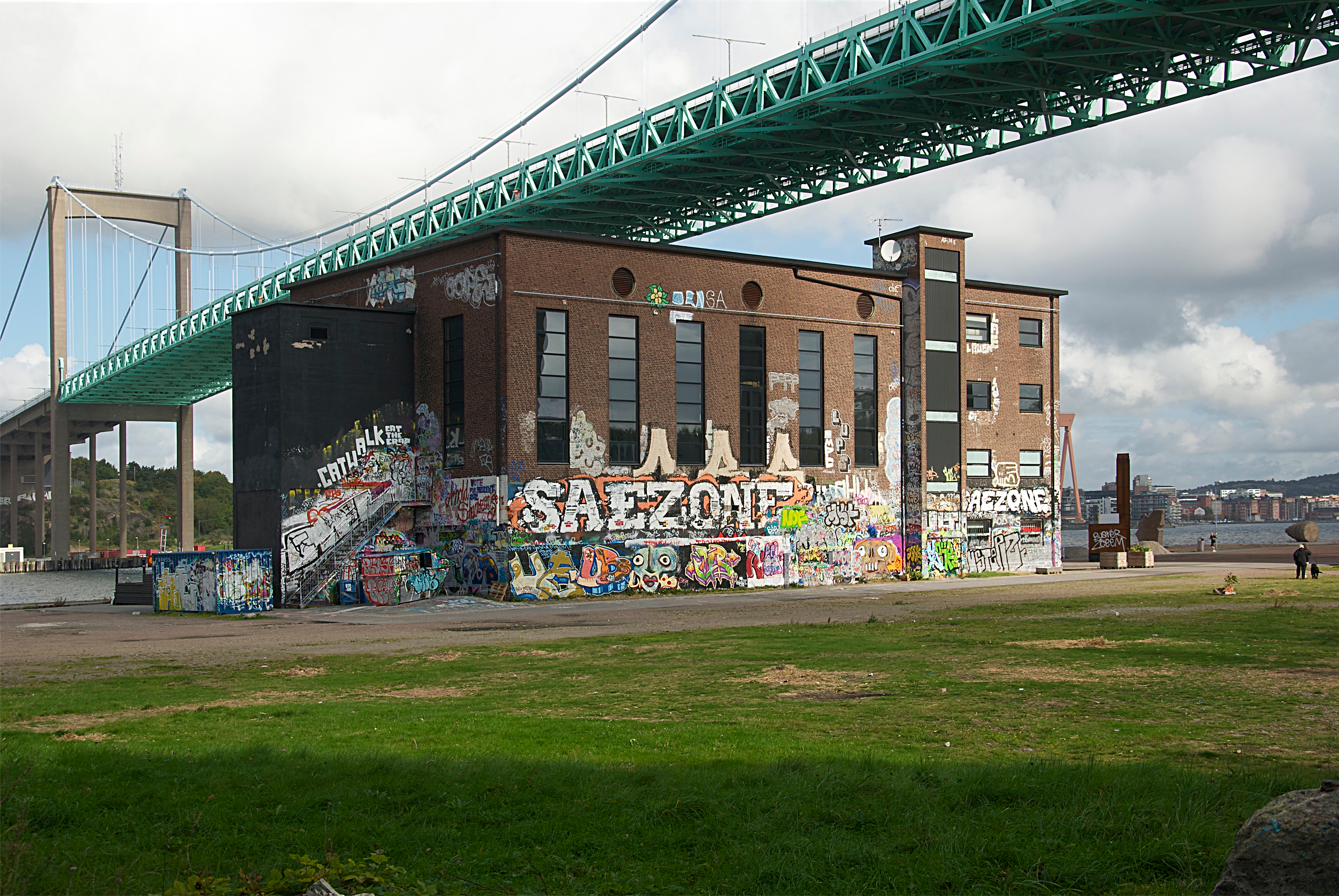
Röda Sten konsthall 2011

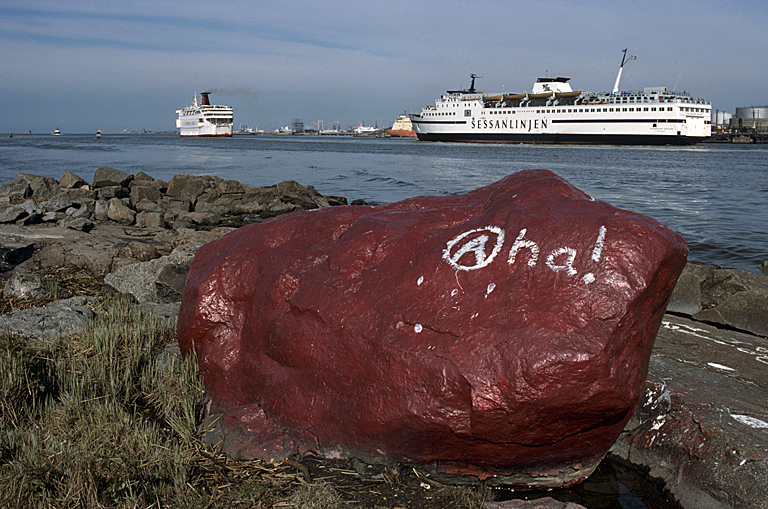
Närbild på stenen med bilfärjor i bakgrunden 1977.

Röda sten är ett område i stadsdelen Sandarna i Göteborgs hamn. Det ligger under Älvsborgsbrons södra fäste på Södra Älvstranden i direkt anslutning till området Klippan. Området har postadressen "Röda Sten".
I det tidigare industriområdet på platsen, som fram till Älvsborgsbrons tillkomst 1966 bland annat innehöll stenindustri och anläggningar för Svenska Sockerfabriks AB (som fram till 1907 varit Carnegieska bruken), finns två byggnader kvar, pannhuset som byggdes 1940 och som numera inhyser Röda Sten konsthall. Dessutom finns en före detta smedja som nu tillhör Transportstyrelsen. Kajavsnittet mellan Röda sten och Älvsborgsbron heter Carnegiekajen.

## Historik

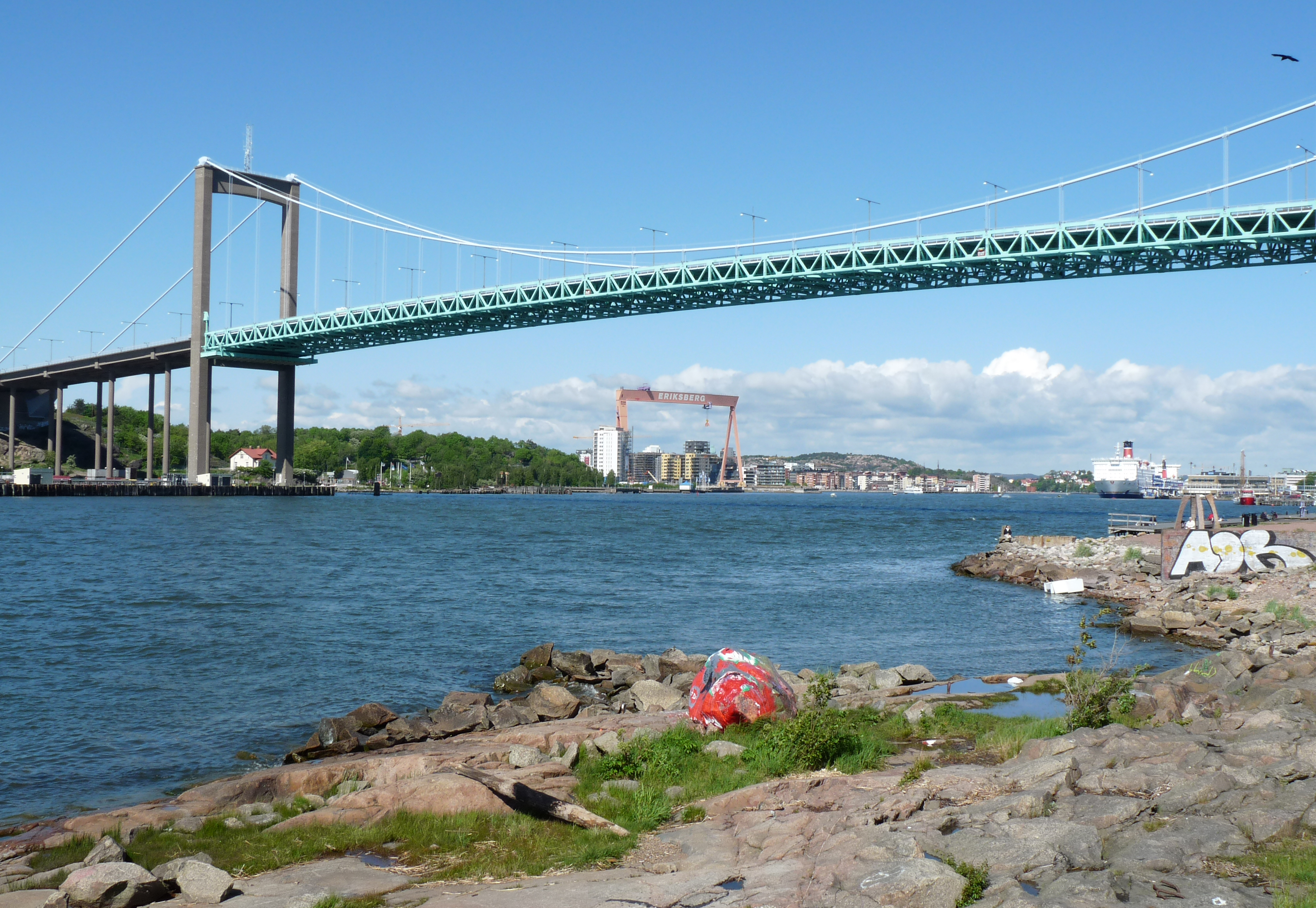
Röda sten med Älvsborgsbron i bakgrunden.

### Namnet och den rödmålade stenen
Området har fått sitt namn efter en i området mytomspunnen, rödmålad sten. Stenen, som är ett flyttblock av rödgrå granit och väger 20-30 ton, ligger vid strandkanten en bit väster om det öppna området, vid gångvägen Lindbergska strandvägen till Nya Varvet. Klippblocket är päronformat, ca tre meter långt och som bredast ca två meter.
Det finns flera teorier om ursprunget till den röda stenen; en är att en svensk officer, i samband med en dansk landstigning dödats där och att hans blod hamnat över stenen. En annan att ett fartyg räddades undan en storm, genom att angöra vid stenen. En tredje att stenen endast utgjort ett sjömärke för navigering. Stenen har under många år regelbundet rödmålats. Namnet Röda sten är känt sedan 1758. Forskaren Bengt Holmström menar i uppsatsen Landamären och gränsstenar (1979) att stenen utgjort härads-/riksgräns redan på 1000-talet mellan Sverige och Danmark.
Enligt en tradition från mitten av 1700-talet skulle stenen ha markerat stadens vattenområde i väster. I krigstid spändes nattetid grova kättingar över älven, fastgjorda i kraftiga järnringar och inslagna i berget på båda sidor, för att förhindra olovlig insegling. För att sjöfararna skulle veta var spärren fanns, målades stenen röd. I berget strax ovanför Röda sten finns fortfarande en mycket stor järnring. Den lär ha använts under första världskriget, då man inte vågade låta den nybyggda pansarbåten Sverige gå ut till sjöss bland minor och torpeder utan förankrade fartyget i de båda älvstränderna för att kunna provköra maskineriet i älvmynningen.

### Verksamheter och infrastruktur

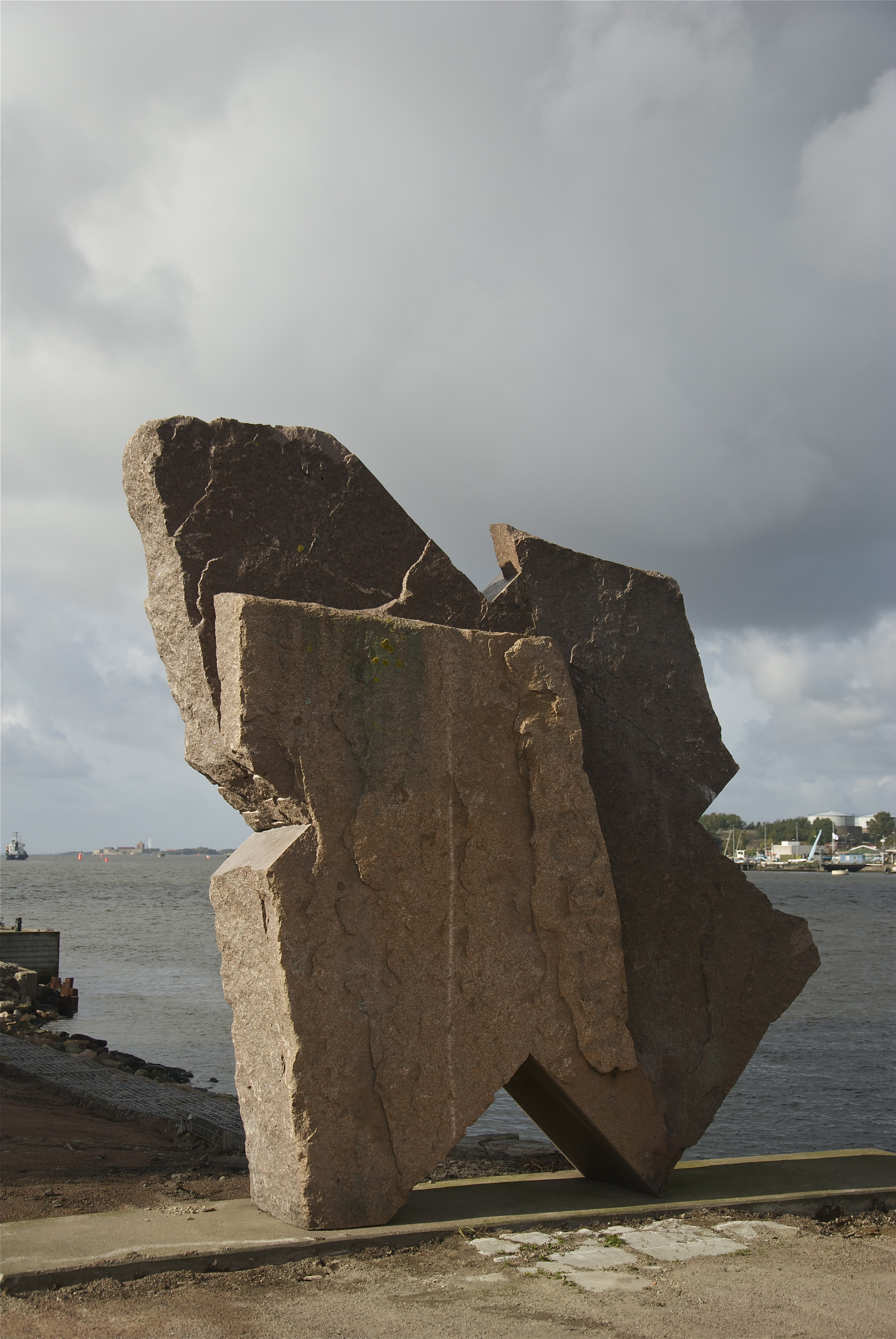
Klippdocka - en av två skulpturer av Leo Pettersson som är placerade vid Röda sten.

På 1500-talet gick stadsgränsen för Älvsborgs stad från Röda sten söderut över Nya Varvsvägen och en bit ner på Sandarna, därifrån åt nordost över den nordvästra delen av Spårvagnshallarna och upp till Skinnareklippan (vid Sankta Birgittas kapell) öster om Älvsborgs slott. På 1700-talet fanns en smugglarkrog längst ut på udden, då platsen var en tilläggsplats för smugglare.
Kring sekelskiftet 1700/1800 fanns i området ett glasbruk, ett grytgjuteri, några salterier samt flera krogar, bland annat den omtalade "Hylan". Nya Reparebanan tillkom under tidigt 1800-tal. Den fick sitt namn som särskiljning från den gamla banan, längs nuvarande Bangatans sträckning. Fabrikör Sven Wennerblad, död 1869, var den siste att tillverka rep här.
En "Röda stensvägen" i Majornas 1:a Rote 32 finns omnämnd i 1895 års Adresskalender för Göteborg.
Gångstigen längs vattnet, den Lindbergska strandvägen, bekostades av donatorn Charles Felix Lindberg och sträcker sig mellan platsen för Älvsborgs slott, vidare ut över Nya varvet. Stigen anlades 1933 till en kostnad av 35 000 kronor.
1940 byggdes det pannhus som än idag finns kvar, enligt ingenjör Sven Asklings ritningar. I pannhuset eldade man med flis och kol för att värma upp närliggande industrier, bland annat Carnegieska bruken. Pannhuset stod under 1980- och 1990-talen övergivet och användes då bland annat för svartklubbar, konserter och ravefester. Lokalen nyttjades även av graffitikonstnärer och delar av vissa målningar finns fortfarande kvar, främst i det största rummet, som idag kallas katedralen. För konsthallens historia, se nedan

## Röda Sten idag
De alternativa, kreativa anorna från 80- och 90-talen har satt sin prägel på området som på senare år blivit något av en smältdegel för lokala entreprenörer och andra med ett kreativt fokus. Området förknippas ofta med hipster-kultur, inte minst på grund av samtidskonstmuseet Röda Sten konsthall. Att konstnärskollektivet KKV Göteborg har sina lokaler i området och att Göteborgs enda lagliga graffitivägg, Draken, återfinns här lär också bidra till områdets kulturella ryktbarhet. Bland aktiva verksamheter vid Röda Sten finns exempelvis mikrobryggeriet Beerbliotek, synttillverkaren Elektron, hubben Hey it’s Enrico Palazzo samt design- och utvecklingsbyrå Lundgren+Lindqvist. Flera större konsertarrangemang har anordnats i området genom åren, bland annat Clandestinofestivalen.
I den närmsta omgivningen återfinns även det särpräglade koloniområdet Sjöbergen som sedan en tid för en aktiv kamp för sin fortsatta existens trots exploateringsplaner av den attraktiva marken.

### Röda Sten Konsthall
Röda Sten konsthall är en konsthall främst med fokus på samtidskonst. Utställningsverksamheten startade kring 1996. Konsthallen drivs av den ideella föreningen Röda Sten Kulturförening.

## Rödastensmotet
Rödastensmotet är ett trafikmot som tillkom 1961, cirka 400 meter söder om Röda sten. Motet knyter samman Västerleden (väg E6.20), Högsboleden och Oscarsleden med Älvsborgsbron.